# 單接合面電晶體

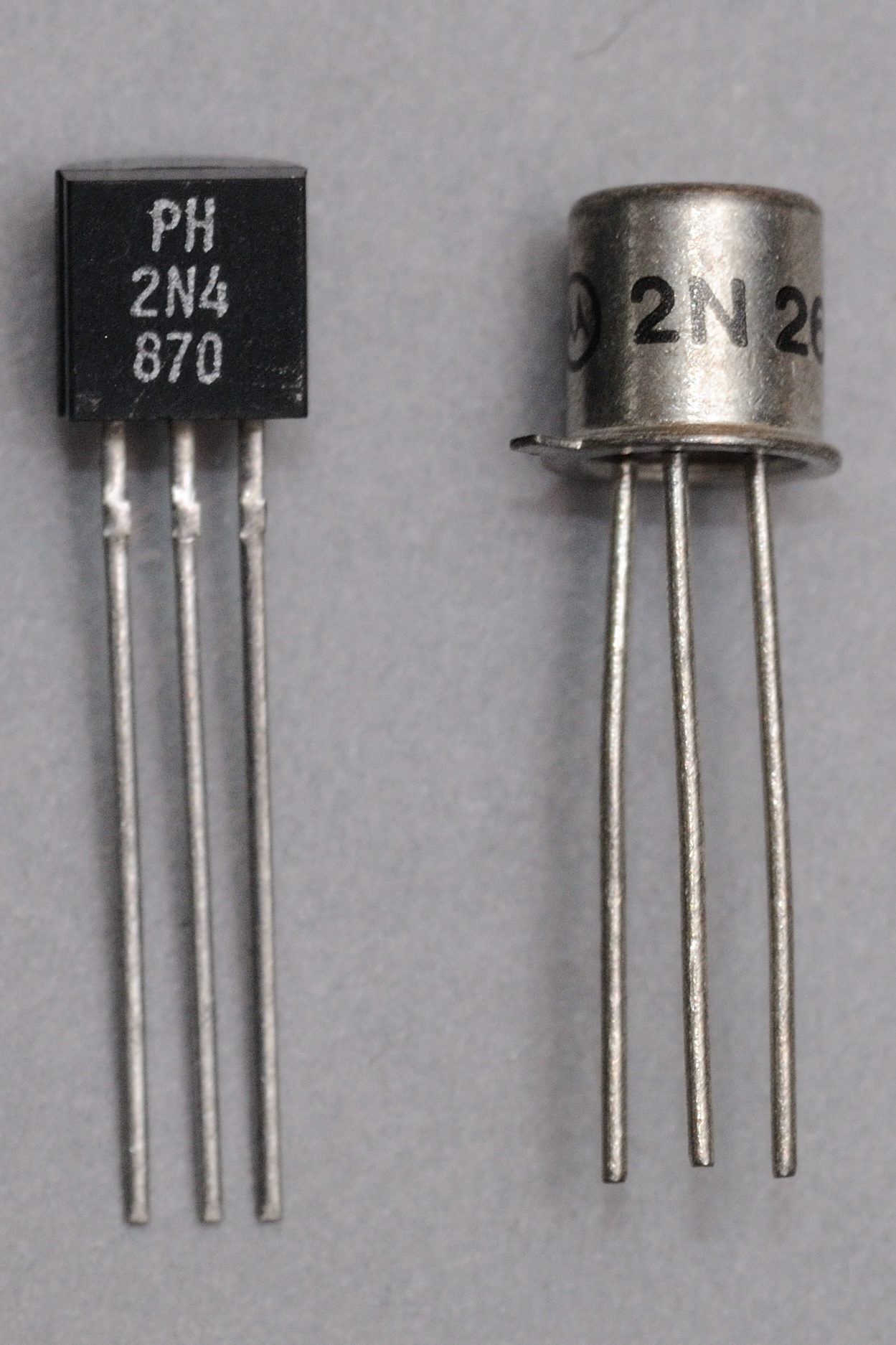
單接合面電晶體 2N4870 2N2646

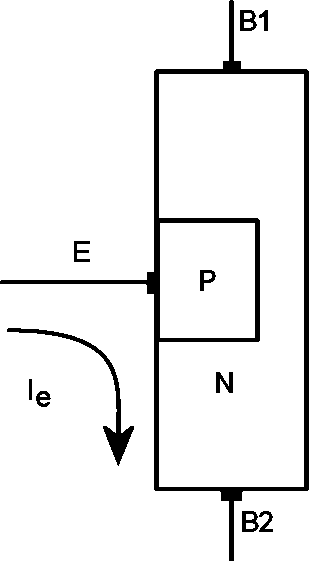
UJT 的構造示意圖

單接合面電晶體 (Unijunction Transistor, 簡稱 UJT )，中國大陸稱單結晶體管，是一種只具有一個 PN 接面的三端子半導體元件，三個端子分別是射極 (E)、基極一 (B1)、與基極二 (B2)。

## 構造與工作原理
單接合面電晶體的基極通常是由棒狀的、輕摻雜的 N 型矽質半導體構成，兩端分別以歐姆接觸連出 B1、B2 兩基極端子。射極則是由重摻雜的 P 型矽質半導體構成。當射極開路時，兩基極 B1、B2 間的電阻值稱為「基極間電阻」。
工作時兩基極給與偏壓，當射極的電壓高於射極所在的基極分壓點上的電壓加二極體的導通電壓時，射極開始導通，由於基極只有輕摻雜，導通後對基極區域產生的調制作用，使電阻下降，而更有利於導通，因而產生負電阻效應。

UJT 的電路符號

## 類別
- 原始的單接合面電晶體 (UJT)

UJT 的代表性型號有 2N2646 與東芝的 2SH21
- 可程式化單接合面電晶體 (Programmable Unijunction Transistor, 簡稱 PUT)

PUT 的內部構造其實是一種具有四層半導體的閘流體，與 UJT 並不一樣，只是具有類似的功能。 PUT 的三個端子是陽極 (Anode, A)、陰極 (Cathode, K)、與閘極 (Gate, G)。 當陽極的電壓超過閘極時發生導通，因此，藉由改變閘極的電壓，可以改變陽極的觸發電壓。
PUT 的代表性型號有 2N6027 與日本 NEC 的 N13T-1 (GE 的 D13T-1)

## 用途
在1960年代至1970年代，單接合面電晶體在業餘愛好者的電子電路中很普遍，因為它可以用很簡單的線路，只用一顆主動元件就作成弛張振盪器（例如方波振盪器）。但自從積體電路的使用逐漸普及後，更多的應用轉而使用 555 定時器 IC。
除了作弛張振盪器之外，UJT 與 PUT 的另一主要用途是作為閘流體的觸發控制。
在日本舊有的標準半導體編號中，原配予單接合面電晶體所使用的 2SH 字頭，已改配予 N 通道 IGBT 使用。 2SH 編號的 UJT、PUT 在日本廠商中實已成廢棄品類。

## 外部連結
- UJT 與 PUT 的說明與幾種常見型號的特性摘要 （在 American Microsemiconductor 的網站，英文）